# 20. maj
20. maj er dag 140 i året i den gregorianske kalender (dag 141 i skudår). Der er 225 dage tilbage af året.
Dagens navn er Angelica

### Begivenheder
Født - Dødsfald
- 325 - Første koncil i Nikæa indledes.
- 526 - Et jordskælv dræber omkring 300.000 mennesker i Syrien og Antiokia.
- 1631 - Magdeburg i Tyskland indtages af styrker fra det tysk-romerske rige, der massakrerer de fleste af indbyggerne i en af de blodigste episoder i Trediveårskrigen.
- 1645 - Christian 4. påbyder præsterne i Sjællands Stift at føre kirkebøger. Det følgende år kommer påbuddet også til at gælde for Jyllands, Fyns og Skånes stifter.
- 1882 - Tripelalliancen mellem Tyskland, Østrig-Ungarn og Italien etableres.
- 1883 - Krakatoa i Indonesien går i udbrud, der først slutter tre måneder senere med vulkanens ødelæggelse.
- 1902 - Cuba opnår selvstændighed fra USA.
- 1927 - England anerkender Saudi-Arabiens selvstændighed.
- 1927   - Kl. 7.52 letter Charles Lindbergh fra Roosevelt Field, Long Island med "Spirit of St. Louis" på historiens første soloflyvning over Atlanterhavet. Han lander i Frankrig 33½ time senere.
- 1941 - Tyske faldskærmstropper invaderer Kreta.
- 1956 - Første brintbombe testes på Bikini i Stillehavet.
- 1978 - USA opsender Pioneer Venus 1, som fremstillede et radarkort over Venus' topografi.
- 1983 - Opdagelsen af det virus, der forårsager AIDS, offentliggøres.
- 1990 - Cirka 2 millioner mennesker ud over Kina protesterer mod dødsstraf.
- 1991 - USSR tillader sine borgere af forlade landet.
- 2006 - For første gang nogensinde vinder Finland Eurovision Song Contest ved gruppen Lordi med sangen Hard Rock Hallelujah.

### Født
- 1799 - Honoré de Balzac, fransk forfatter (død 1850).
- 1806 - John Stuart Mill, engelsk filosof (død 1873).
- 1818 - Jens Christian Hostrup, dansk forfatter og præst (død 1892).
- 1831 - Jean D. Beauvais, fransk-dansk fabrikant (død 1896).
- 1845 - Johan Henrik Deuntzer, dansk konsejlspræsident (død 1918).
- 1854 - Adolph Constantin Meyer, dansk matematiker (død 1896).
- 1858 - Oscar Nordqvist,  svensk fiskerikyndig og zoolog (død 1925).
- 1879 - Elspeth Douglas McClelland, engelsk suffragette og arkitekt (død 1920).
- 1882 - Sigrid Undset, norsk forfatter (død 1949).
- 1901 - Max Euwe, hollandsk skakspiller (død 1981).
- 1901   - Viggo Brodthagen, dansk skuespiller (død 1970).
- 1906 - Kaj Engholm, dansk tegneserietegner (død 1988).
- 1908 - James Stewart, amerikansk skuespiller (død 1997).
- 1909 - Matt Busby, skotsk fodboldtræner (død 1994).
- 1913 - Isolde Oschmann, SED funktionærer i DDR.
- 1915 - Moshe Dayan, israelsk general (død 1981).
- 1918 - Edward B. Lewis, amerikansk genetiker (død 2004).
- 1935 - Tamás Vetö, ungarsk-dansk kapelmester.
- 1938 - Astrid Kirchherr, tysk fotograf og billedkunstner (død 2020).
- 1938   - Lone Koppel, dansk operasangerinde.
- 1938   - Jan Bonde Nielsen, dansk direktør.
- 1939 - Birgit Conradi, dansk skuespillerinde.
- 1944 - Joe Cocker, engelsk sanger (død 2014).
- 1946 - Cher, amerikansk sangerinde og skuespillerinde.
- 1947 - Christian Balslev-Olesen, dansk teolog og humanitærarbejder.
- 1952 - Roger Milla, camerounsk fodboldspiller.
- 1967 - Pavlos, græsk kronprins.
- 1972 - Busta Rhymes, jamaicansk-amerikansk hiphopmusiker.
- 1975 - Isaac Galvez, spansk cykelrytter (død 2006).
- 1981 - Íker Casillas, spansk fodboldspiller.
- 1982 - Petr Čech, tjekkisk fodboldspiller.

### Dødsfald
- 526 - Pave Johannes 1. (født 470).
- 1506 - Christoffer Columbus, italiensk opdagelsesrejsende (født 1451).
- 1648 - Vladislav 4. Vasa, polsk konge (født 1595).
- 1834 - La Fayette, fransk officer og politiker (født 1757).
- 1888 - Chr. K.F. Molbech, dansk forfatter og oversætter (født 1821).
- 1896 - Clara Schumann, tysk pianist og komponist (født 1819).
- 1946 - Jacob Ellehammer, dansk opfinder og flypioner (født 1871).
- 1983 - Clara Østø, dansk skuespillerinde (født 1911).
- 2000 - Jean Pierre Rampal, fransk fløjtenist (født 1922).
- 2002 - Hannah Bjarnhof, dansk skuespiller (født 1928).
- 2005 - Paul Ricoeur, fransk filosof (født 1913).
- 2009 - Lucy Gordon, britisk skuespiller (født 1980).
- 2011 - Randy Savage, amerikansk wrestler (født 1952).
- 2012 - Robin Gibb, britisk sanger og sangskriver. Medlem af Bee Gees (født 1949).
- 2013 - Haldor Topsøe, dansk civilingeniør (født 1913).

|  | Denne datoartikel kan blive bedre, hvis der indsættes et (bedre) billede Du kan hjælpe ved at afsøge Wikimedia Commons for et passende billede eller uploade et godt billede til Wikimedia Commons iht. de tilladte licenser og indsætte det i artiklen. |